# 韩鹏飞 (足球运动员)
韩鹏飞（1993年4月28日—），是一名中国足球运动员，现在效力于中超联赛球队广州城，司职后卫。

## 俱乐部生涯
韩鹏飞早期在张引足球学校接受足球训练，后来加盟大连实德梯队。2013年初，在大连实德解散后，他前往山东鲁能泰山试训， 但最终未能留队。之后他前往葡萄牙，试训葡萄牙足球乙级联赛球队马夫拉，并在2013年5月16日和球队签订一份为期两年的合同。 8月25日，他在2013/14赛季联赛第一轮马夫拉客场2比0击败里查琛斯竞技的比赛中首发登场，完成职业生涯的首秀，他在下半场开始时被换下。